# Bundestagswahlkreis Hameln-Pyrmont – Holzminden
Der Bundestagswahlkreis Hameln-Pyrmont – Holzminden (Wahlkreis 46) liegt in Niedersachsen und umfasst den Landkreis Hameln-Pyrmont, den Landkreis Holzminden sowie die Gemeinden Bodenfelde und Uslar aus dem Landkreis Northeim. Bis auf 1953 konnte der jeweilige Kandidat der SPD in diesem Wahlkreis bei allen Bundestagswahlen das Direktmandat gewinnen. Zum Vorgängerwahlkreis Hameln – Springe gehörte bis 1980 anstatt des Landkreises Holzminden der ehemalige Landkreis Springe. Ab 1980 kam der Bundestagswahlkreis Holzminden hinzu.

## Wahlkreisgeschichte
| Wahl      | Wahlkreisname                  | Gebiet                                                                                               |
| --------- | ------------------------------ | --- |
| 1949      | 24 Hameln – Springe            | Stadt Hameln, Landkreis Hameln-Pyrmont, Landkreis Springe                                            |
| 1953–1961 | 46 Hameln – Springe            | Stadt Hameln, Landkreis Hameln-Pyrmont, Landkreis Springe                                            |
| 1965–1976 | 41 Hameln – Springe            | Stadt Hameln, Landkreis Hameln-Pyrmont, Landkreis Springe                                            |
| 1980–1990 | 41 Hameln – Holzminden         | Landkreis Hameln-Pyrmont, Landkreis Holzminden                                                       |
| 1994–1998 | 41 Hameln-Pyrmont – Holzminden | Landkreis Hameln-Pyrmont, Landkreis Holzminden                                                       |
| 2002–2005 | 46 Hameln-Pyrmont – Holzminden | Landkreis Hameln-Pyrmont, Landkreis Holzminden sowie Bodenfelde und Uslar aus dem Landkreis Northeim |
| 2009      | 47 Hameln-Pyrmont – Holzminden | Landkreis Hameln-Pyrmont, Landkreis Holzminden sowie Bodenfelde und Uslar aus dem Landkreis Northeim |
| 2013      | 46 Hameln-Pyrmont – Holzminden | Landkreis Hameln-Pyrmont, Landkreis Holzminden sowie Bodenfelde und Uslar aus dem Landkreis Northeim |

Die Stadt Hameln war bis 1973 kreisfrei und gehört seitdem zum Landkreis Hameln-Pyrmont.

## Wahlkreisabgeordnete
| Wahl | Abgeordneter | Abgeordneter             | Partei | Stimmen in % |
| ---- | ------------ | ------------------------ | ------ | ------------ |
| 1949 |              | Herbert Kriedemann       | SPD    | 34,1         |
| 1953 |              | Alexander Elbrächter a   | DP     | 42,3         |
| 1957 |              | Heinz Frehsee            | SPD    | 37,7         |
| 1961 | 44,6         | Heinz Frehsee            | SPD    |              |
| 1965 | 46,7         | Heinz Frehsee            | SPD    |              |
| 1969 | 49,5         | Heinz Frehsee            | SPD    |              |
| 1972 | 53,6         | Heinz Frehsee            | SPD    |              |
| 1976 |              | Brigitte Schulte         | SPD    | 49,3         |
| 1980 | 52,1         | Brigitte Schulte         | SPD    |              |
| 1983 | 47,6         | Brigitte Schulte         | SPD    |              |
| 1987 | 47,9         | Brigitte Schulte         | SPD    |              |
| 1990 | 46,0         | Brigitte Schulte         | SPD    |              |
| 1994 | 48,5         | Brigitte Schulte         | SPD    |              |
| 1998 | 55,8         | Brigitte Schulte         | SPD    |              |
| 2002 | 51,5         | Brigitte Schulte         | SPD    |              |
| 2005 |              | Gabriele Lösekrug-Möller | SPD    | 50,2         |
| 2009 | 39,6         | Gabriele Lösekrug-Möller | SPD    |              |
| 2013 | 42,3         | Gabriele Lösekrug-Möller | SPD    |              |
| 2017 |              | Johannes Schraps         | SPD    | 39,1         |
| 2021 | 43,2         | Johannes Schraps         | SPD    |              |
| 2025 | 33,0         | Johannes Schraps         | SPD    |              |

## Wahlergebnisse

### Bundestagswahl 2025
| Kandidaten                                             | Kandidaten                    | Parteien/Listen       | Erststimmen | Erststimmen | Zweitstimmen | Zweitstimmen |
| Kandidaten                                             | Kandidaten                    | Parteien/Listen       | Stimmen     | %           | Stimmen      | %            |
| ------------------------------------------------------ | ----------------------------- | --------------------- | ----------- | ----------- | ------------ | ------------ |
|                                                        | Johannes Schrapsgewählt im WK | SPD                   | 47.556      | 33,0        | 35.552       | 24,6         |
|                                                        | Mareike Wulf                  | CDU                   | 41.181      | 28,6        | 39.012       | 27,0         |
|                                                        | Helge Limburg                 | Bündnis 90/Die Grünen | 10.314      | 7,2         | 13.596       | 9,4          |
|                                                        | Christian Ahlswede            | FDP                   | 4.628       | 3,2         | 5.683        | 3,9          |
|                                                        | Cornelius Volker              | AfD                   | 30.078      | 20,9        | 30.612       | 21,2         |
|                                                        | Felix Bergmann                | Die Linke             | 7.757       | 5,4         | 9.618        | 6,7          |
|                                                        | Jan Warnecke                  | Freie Wähler          | 2.623       | 1,8         | 1.059        | 0,7          |
|                                                        | –                             | Tierschutzpartei      | –           | –           | 1.826        | 1,3          |
|                                                        | –                             | dieBasis              | –           | –           | 400          | 0,3          |
|                                                        | –                             | Die PARTEI            | –           | –           | 562          | 0,4          |
|                                                        | –                             | Piraten               | –           | –           | 218          | 0,2          |
|                                                        | –                             | Volt                  | –           | –           | 615          | 0,4          |
|                                                        | –                             | PdH                   | –           | –           | 87           | 0,1          |
|                                                        | –                             | MLPD                  | –           | –           | 27           | 0,0          |
|                                                        | –                             | Bündnis Deutschland   | –           | –           | 158          | 0,1          |
|                                                        | –                             | BSW                   | –           | –           | 5.437        | 3,8          |
| Gesamt                                                 | Gesamt                        | Gesamt                | 144.137     | 100         | 144.462      | 100          |
|                                                        |                               |                       |             |             |              |              |
| Ungültige Stimmen                                      | Ungültige Stimmen             | Ungültige Stimmen     | 1.213       | 0,8         | 888          | 0,6          |
| Wähler                                                 | Wähler                        | Wähler                | 145.350     | 81,2        | 145.350      | 81,2         |
| Wahlberechtigte                                        | Wahlberechtigte               | Wahlberechtigte       | 179.071     |             | 179.071      |              |
|                                                        |                               |                       |             |             |              |              |
| Quellen: Die Bundeswahlleiterin, Kandidaten – Ergebnis |                               |                       |             |             |              |              |

### Bundestagswahl 2021
Bei der Bundestagswahl 2021 sind für den Wahlkreis 46 21 Parteien mit Landeslisten und acht Kandidaten für das Direktmandat angetreten. Die Wahlbeteiligung lag bei 72,0 %.
| Direktkandidat    | Partei           | Erststimmen in % | Zweitstimmen in % |
| ----------------- | ---------------- | ---------------- | ----------------- |
| Mareike Wulf      | CDU              | 25,5             | 22,6              |
| Johannes Schraps  | SPD              | 43,2             | 36,8              |
| Moritz Mönkemeyer | FDP              | 6,9              | 10,4              |
| Delia Klages      | AfD              | 8,5              | 8,8               |
| Helge Limburg     | GRÜNE            | 10,1             | 13,1              |
| Stephan Marquardt | DIE LINKE        | 2,8              | 2,8               |
| –                 | Die PARTEI       | –                | 0,7               |
| –                 | Tierschutzpartei | –                | 1,4               |
| Carsten Schürman  | FREIE WÄHLER     | 1,5              | 0,9               |
| –                 | PIRATEN          | –                | 0,4               |
| –                 | NPD              | –                | 0,1               |
| –                 | V-Partei³        | –                | 0,1               |
| –                 | ÖDP              | –                | 0,1               |
| –                 | MLPD             | –                | 0,0               |
| –                 | DKP              | –                | 0,0               |
| Andreas Janus     | dieBasis         | 1,4              | 1,2               |
| –                 | du.              | –                | 0,1               |
| –                 | LKR              | –                | 0,0               |
| –                 | Die Humanisten   | –                | 0,1               |
| –                 | Team Todenhöfer  | –                | 0,3               |
| –                 | Volt             | –                | 0,2               |

### Bundestagswahl 2017
Zur Wahl am 24. September 2017 wurden 18 Landeslisten zugelassen. Vorläufiges Endergebnis:
| Direktkandidat        | Partei           | Erststimmen in % | Zweitstimmen in % |
| --------------------- | ---------------- | ---------------- | ----------------- |
| Johannes Schraps      | SPD              | 39,1             | 31,9              |
| Michael Vietz         | CDU              | 33,4             | 32,0              |
| Armin-Paul Hampel     | AfD              | 9,5              | 10,1              |
| Klaus-Peter Wennemann | FDP              | 5,8              | 9,0               |
| Jutta Krellmann       | DIE LINKE        | 5,9              | 6,6               |
| Ute Martha Michel     | GRÜNE            | 5,4              | 7,2               |
| Hermann Gebauer       | PIRATEN          | 0,9              | 0,4               |
| –                     | Tierschutzpartei | –                | 0,9               |
| –                     | Die PARTEI       | –                | 0,6               |
| –                     | NPD              | –                | 0,3               |
| –                     | FREIE WÄHLER     | –                | 0,3               |
| –                     | V-Partei³        | –                | 0,1               |
| –                     | BGE              | –                | 0,1               |
| –                     | DM               | –                | 0,1               |
| –                     | DiB              | –                | 0,1               |
| –                     | ödp              | –                | 0,1               |
| –                     | MLPD             | –                | 0,0               |
| –                     | DKP              | –                | 0,0               |

### Bundestagswahl 2013
Zur Wahl am 22. September wurden 14 Landeslisten zugelassen.
| Direktkandidat           | Partei           | Erststimmen in % | Zweitstimmen in % |
| ------------------------ | ---------------- | ---------------- | ----------------- |
| Gabriele Lösekrug-Möller | SPD              | 42,33            | 36,36             |
| Michael Vietz            | CDU              | 39,57            | 37,48             |
| Marcus Schaper           | GRÜNE            | 6,04             | 8,41              |
| Jutta Krellmann          | DIE LINKE        | 4,64             | 5,29              |
| Manfred Otto             | AfD              | 3,66             | 4,07              |
| Klaus-Peter Wennemann    | FDP              | 1,83             | 4,40              |
| Claudia Schumann         | PIRATEN          | 1,89             | 1,58              |
| –                        | NPD              | –                | 0,93              |
| –                        | Tierschutzpartei | –                | 0,75              |
| –                        | FREIE WÄHLER     | –                | 0,33              |
| –                        | PBC              | –                | 0,13              |
| –                        | pro Deutschland  | –                | 0,11              |
| –                        | REP              | –                | 0,07              |
| –                        | MLPD             | –                | 0,02              |

### Bundestagswahl 2009
| Direktkandidat            | Partei     | Erststimmen | Zweitstimmen |
| ------------------------- | ---------- | ----------- | ------------ |
| Gabriele Lösekrug-Möller  | SPD        | 39,6 %      | 33,4 %       |
| Hans Peter Thul           | CDU        | 35,3 %      | 29,1 %       |
| Martina Tigges-Friedrichs | FDP        | 7,4 %       | 14,0 %       |
| Marcus Schaper            | GRÜNE      | 7,7 %       | 9,4 %        |
| Jutta Krellmann           | Die Linke. | 4,1 %       | 9,1 %        |
| Jürgen Neumann            | NPD        | 1,6 %       | 1,4 %        |
| –                         | PIRATEN    | –           | 1,8 %        |
| Sonstige                  | Sonstige   | –           | 1,7 %        |

### Bundestagswahlen 1976–2005
| Partei            | BW 1976 | BW 1980 | BW 1983 | BW 1987 | BW 1990 | BW 1994 | BW 1998 | BW 2002 | BW 2005 |
| ----------------- | ------- | ------- | ------- | ------- | ------- | ------- | ------- | ------- | ------- |
| SPD               | 50,8 %  | 51,9 %  | 47,4 %  | 47,9 %  | 46,0 %  | 48,5 %  | 55,8 %  | 51,5 %  | 50,2 %  |
| CDU               | 42,6 %  | 38,5 %  | 45,9 %  | 41,0 %  | 41,4 %  | 40,6 %  | 36,5 %  | 35,4 %  | 35,0 %  |
| FDP               | 6,0 %   | 7,3 %   | 2,9 %   | 4,6 %   | 6,9 %   | 3,5 %   | 2,5 %   | 6,9 %   | 4,6 %   |
| GRÜNE             | –       | 2,2 %   | 3,6 %   | 5,7 %   | 4,0 %   | 5,4 %   | 3,6 %   | 4,7 %   | 4,4 %   |
| PDS/Die Linke     | –       | –       | –       | –       | –       | –       | 1,4 %   | 1,2 %   | 4,3 %   |
| Sonstige Parteien | 0,5 %   | 0,2 %   | 0,2 %   | 0,8 %   | 1,8 %   | 2,0 %   | 0,3 %   | 0,2 %   | 1,5 %   |

| Partei            | BW 1976 | BW 1980 | BW 1983 | BW 1987 | BW 1990 | BW 1994 | BW 1998 | BW 2002 | BW 2005 |
| ----------------- | ------- | ------- | ------- | ------- | ------- | ------- | ------- | ------- | ------- |
| SPD               | 49,9 %  | 50,8 %  | 45,6 %  | 45,8 %  | 42,9 %  | 45,1 %  | 53,3 %  | 51,5 %  | 47,4 %  |
| CDU               | 42,3 %  | 37,2 %  | 42,7 %  | 38,8 %  | 41,2 %  | 38,2 %  | 31,7 %  | 32,9 %  | 29,4 %  |
| FDP               | 7,3 %   | 10,2 %  | 6,9 %   | 8,4 %   | 9,6 %   | 7,4 %   | 6,2 %   | 6,7 %   | 9,7 %   |
| GRÜNE             | –       | 1,5 %   | 4,5 %   | 6,2 %   | 3,7 %   | 5,9 %   | 4,6 %   | 5,3 %   | 6,2 %   |
| PDS/Die Linke     | –       | –       | –       | –       | 0,2     | 0,7     | 1,0 %   | 0,9 %   | 4,5 %   |
| Sonstige Parteien | 0,5 %   | 0,3 %   | 0,3 %   | 0,8 %   | 2,4 %   | 2,6 %   | 3,2 %   | 2,6 %   | 2,8     |